# Исхак-паша
Исха́к-паша́ (тур. İshak Paşa; ? — 1487, Салоники) — государственный и военный деятель Османской империи, дважды великий визирь (1469—1472, 1481—1482).

## Биография
О ранней жизни Исхак-паши ничего не известно. По мнению историка Халила Иналджика, часто возникает путаница между несколькими османскими визирями с именем Исхак — Исхаком бин Абдулла и Исхаком бин Ибрагим — бывшими бейлербеями Анатолии. Второй — Исхак бин Ибрагим — был рождён в мусульманской семье в Инегёле. Именно он был великим визирем Баязида. Исхак-паша является собирательным образом, деяния которого в основном состоят из деяний Исхака, сына Ибрагима. По мнению Иналджика, данные о том, что Исхак-паша обучался в Эндеруне, служил казначеем, участвовал в осаде Белграда, занимая пост бейлербея Анатолии, относятся к Исхаку бин Абдулле.
Неясно, кто из двоих был вторым визирем Мурада II, в 1451 году занимал пост бейлербея Анатолии и участвовал в 1453 году в захвате Константинополя. Имя Исхака-паши дважды встречается в «Записках янычара» Константина из Островицы. В 1462 году перед Валашской кампанией Исхак паша упоминается наравне с Махмудом-пашой, бывшем любимцем султана и великим визирем.  В 1463 году Исхак-паша ведёт мирные переговоры с послами Боснийского короля. По мнению Халила Иналджика так же не ясно, кого именно из двух Исхак-пашей упоминают в документах с 1464 по 1481 год. Один из них в 1466—1467 году стал третьим визирем. Он же в 1469 году стал великим визирем и получил владения Заганос-паши, которые были преобразованы в тимар (земли, приносящие доход, находящиеся в пользовании, но не во владении). Во время пребывания на посту великого визиря насильственно заселил туркоманами из анатолийского города Аксарай вновь завоеванный Константинополь — Стамбул, почти опустевший после его захвата. Квартал, куда были отправлены переселенцы, сейчас носит название Аксарай. В 1472 году он был снят с поста.
Первое упоминание именно Исхака бин Ибрагима в официальных документах относится к 1463—1464 годам, когда он стал бейлербеем Анатолии. В 1481 году во время подготовки очередного похода султан Мехмед умер, находясь в Гебзе. Исхак бин Ибрагим находился в должности мухафиза (командир гарнизона) столицы и поддержал его сына Баязида II против Джема в борьбе за трон, объявив сына Баязида, шехзаде Коркута, находившегося в Стамбуле, регентом, на то время, пока Баязид не доберётся до Стамбула. Важную роль в воцарении Баязида сыграл и зять Исхака-паши, Гедик Ахмед-паша, пользовавшийся уважением в войсках.
Баязид назначил Исхака-пашу великим визирем, придя к власти в 1481 году. Летом следующего года, неожиданно, был схвачен на пиру его зять и в тот же вечер удавлен во дворце. В 1483 году Исхак-паша был отправлен в отставку «из-за возраста и здоровья» и назначен санджак-беем Салоников в память о бывших заслугах, где он умер в мае 1487 года. Похоронен в тюрбе комплекса, построенного им в Инегёле.

## Семья
Считается, что Исхак-паша был вторым мужем Хатидже (Халимы, Таджиниссы Ханым-султан), дочери правителя бейлика Джандарогуллары. Первым её мужем был Мурад II, её малолетний сын был удавлен по приказу Мехмеда сразу после смерти отца в 1481 году; после Мехмед выдал её замуж за Исхака-пашу. Она была похоронена вместе с мужем в Тюрбе Исхака-паши, но в 1937 году при прокладке дороги захоронение переместили в мечеть. От неё у Исхака-паши были дети: Пири-бей и Шехзаде-султан. Пири-бей служил в казначействе у сына Мехмеда II, Баязида, когда он был только шехзаде.
Так же, согласно вакуфным записям, у Исхака-паши были дочь Хафса и сыновья Ибрагим-бей и Шади-бей. Шади-бей в 1504 году был казначеем у сына Баязида, шехзаде Шахиншаха (1460 — 2 июля 1511).
Одна из его дочерей к 1481 году была замужем за Гедик Ахмедом-пашой. С ней связана какая-то история, кратко описываемая Бабингером так: она «понравилась шехзаде Мустафе, любимому сыну Мехмеда II, и поэтому была разведена». Алдерсон со ссылкой на Ричарда Ноллса и Бабингера упоминает, что она не просто понравилась Мустафе, а подверглась насилию с его стороны.

## Благотворительность
- В Инегёле был построен комплекс зданий, который носит его имя[7][2];

- В Стамбуле мечеть и бани, до сих пор носящие его имя[10][2];

- В Салониках Мечеть Исхака-паши[тур.][11][2];

- В Кюстендиле мост[12][2];

- В Эдирне хамам и фонтан[2];

- В Кютахье ложа[2].

## В культуре
- Исхак-паша упоминается в видеоигре Assassin's Creed: Revelations как лидер Братства Ассасинов в Османской империи[13].
- В фильме 1951 года İstanbul’un Fethi[тур.] роль Исхак-паши сыграл Алев Эльмас.
- В фильме 2012 года Завоевание 1453 в роли Исхак-паши выступает Йылмаз Бабатюрк.
- Исхак-паша вместе с султаном Мехмедом II упоминается в песне неофолк-группы H.E.R.R. The Fall Of Constantinopel[14].

## Комментарии
1. ↑  «Абдуллой» называли отцов новообращенных мусульман. Когда пишут, что Исхак-паша имел греческое, сербское либо боснийское происхождение, имеют в виду Исхака, сына Абдуллы.
2. ↑  « два высших вельможи из султанского дивана, один по имени или по прозвищу Махмуд-паша, а другой — Исак-паша»[3]
3. ↑  «... туда отправились два члена султанского дивана Мехмет-паша и Исак-паша, и они вдвоем пришли в этот подвал... Сели они рядом и стали говорить о том, что касается боснийского короля. Мехмет-паша сказал: «Что нам делать? Какой ответ мы дадим боснийскому королю?». Исак-паша отвечал: „Никакой иной, как заключим с ним мир, а сами двинемся на них, потому что иначе мы не сможем захватить Боснийскую землю, ибо эта земля гориста, и к тому же к ней придут на помощь венгерский король, хорваты и другие государи и поддержат её, так что мы ничего не в состоянии будем сделать. И поэтому заключим с ними (послами) мир с тем, что бы они могли выехать в субботу. А мы двинемся на них в среду к Ситнице, что недалеко от Боснии. И никто не узнает, куда султан намеревается повернуть“. И так они посовещались и пошли к султану, а я тоже вышел вслед за ними.
Назавтра утром им (послам) было объявлено, что мир на пятнадцать лет будет соблюдаться точно и добросовестно»[4].
4. ↑  Мехмед не доверял сыновьям, поэтому сын Баязида Коркуд и сын Джема жили в Стамбуле как заложники, пока их отцы находились в провинциях.
5. ↑  Факты таковы: в Тюрбе была похоронена вместе с Исхаком бин Ибрагим его жена Таджинисса[7]. Известно, что вдову Мурада Хатидже Халиму Мехмед выдал замуж за Исхака-пашу[5]. Является ли Таджинисса той самой Хатидже, неизвестно.